# Манчестер (Каліфорнія)
Манчестер (англ. Manchester) — переписна місцевість (CDP) в США, в окрузі Мендосіно штату Каліфорнія. Населення — 159 осіб (2020).

## Географія
Манчестер розташований за координатами 38°58′28″ пн. ш. 123°41′27″ зх. д. / 38.97444° пн. ш. 123.69083° зх. д. (38.974384, -123.690961).  За даними Бюро перепису населення США в 2010 році переписна місцевість мала площу 6,78 км², уся площа — суходіл.

### Клімат
Громада знаходиться у зоні, котра характеризується середземноморським кліматом. Найтепліший місяць — серпень із середньою температурою 14.4 °C (58 °F). Найхолодніший місяць — січень, із середньою температурою 8.9 °С (48 °F).
| Клімат Манчестера       | Клімат Манчестера | Клімат Манчестера | Клімат Манчестера | Клімат Манчестера | Клімат Манчестера | Клімат Манчестера | Клімат Манчестера | Клімат Манчестера | Клімат Манчестера | Клімат Манчестера | Клімат Манчестера | Клімат Манчестера | Клімат Манчестера |
| Показник                | Січ.              | Лют.              | Бер.              | Квіт.             | Трав.             | Черв.             | Лип.              | Серп.             | Вер.              | Жовт.             | Лист.             | Груд.             | Рік               |
| Абсолютний максимум, °C | 16                | 16,2              | 17,5              | 17,8              | 19,3              | 19,6              | 20,4              | 21,2              | 23,1              | 20,3              | 18,3              | 15,8              | 23,1              |
| Середній максимум, °C   | 13                | 14                | 14                | 15                | 16                | 17                | 18                | 19                | 19                | 18                | 16                | 14                | 16                |
| Середня температура, °C | 8                 | 9                 | 10                | 10                | 11                | 13                | 13                | 14                | 14                | 13                | 10                | 8                 | 11                |
| Середній мінімум, °C    | 4                 | 5                 | 5                 | 5                 | 7                 | 9                 | 9                 | 10                | 9                 | 8                 | 5                 | 4                 | 7                 |
| Абсолютний мінімум, °C  | 0,5               | 1,9               | 1,9               | 3,1               | 5,9               | 6,8               | 8,6               | 8,1               | 7,9               | 4,6               | 2,3               | −0,6              | −0,6              |
| Норма опадів, мм        | 190               | 170               | 140               | 70                | 10                | 0                 | 0                 | 0                 | 20                | 60                | 140               | 170               | 1030              |
| Днів з опадами          | 12                | 12                | 12                | 7                 | 5                 | 2                 | 1                 | 1                 | 3                 | 6                 | 10                | 12                | 83                |
| ----------------------- | ----------------- | ----------------- | ----------------- | ----------------- | ----------------- | ----------------- | ----------------- | ----------------- | ----------------- | ----------------- | ----------------- | ----------------- | ----------------- |
| Джерело: Weatherbase    |                   |                   |                   |                   |                   |                   |                   |                   |                   |                   |                   |                   |                   |

## Демографія
Згідно з переписом 2010 року, у переписній місцевості мешкало 195 осіб у 79 домогосподарствах у складі 49 родин. Густота населення становила 29 осіб/км².  Було 104 помешкання (15/км²).
Расовий склад населення:
| - 77,4 % — білих - 2,1 % — корінних американців - 0,5 % — азіатів - 14,9 % — осіб інших рас |

До двох чи більше рас належало 5,1 %. Частка іспаномовних становила 24,6 % від усіх жителів.
За віковим діапазоном населення розподілялося таким чином: 25,6 % — особи молодші 18 років, 58,5 % — особи у віці 18—64 років, 15,9 % — особи у віці 65 років та старші. Медіана віку мешканця становила 41,8 року. На 100 осіб жіночої статі у переписній місцевості припадало 101,0 чоловіків;  на 100 жінок у віці від 18 років та старших — 107,1 чоловіків також старших 18 років.
Середній дохід на одне домашнє господарство  становив 43 001 долар США (медіана — 36 250), а середній дохід на одну сім'ю — 45 498 доларів (медіана — 40 000). За межею бідності перебувало 7,1 % осіб, у тому числі 0,0 % дітей у віці до 18 років та 0,0 % осіб у віці 65 років та старших.
Цивільне працевлаштоване населення становило 102 особи. Основні галузі зайнятості: сільське господарство, лісництво, риболовля — 22,5 %, освіта, охорона здоров'я та соціальна допомога — 16,7 %, фінанси, страхування та нерухомість — 14,7 %.